# HMS Sandwich (1759)
HMS Sandwich — 98-пушечный линейный корабль второго ранга. Второй корабль Королевского флота, названный в честь аристократического рода и города Сандвич.

## Постройка
Заказан 22 ноября 1755 года, спущен на воду 14 апреля 1759 года.
При постройке имел рейтинг 90-пушечного. Во время общего довооружения кораблей 2 ранга повышен до 98-пушечного.

## Служба
В 1778 году был при острове Уэссан в адмиральском дивизионе. 
В 1780 году участвовал в Битве при лунном свете под флагом адмирала Джорджа Родни. С ним же оказал помощь Гибралтару, а затем перешел в Вест-Индию где нес его флаг при Мартинике. 
В сентябре 1782 года был флагманом конвоя, в этом качестве доставил в Англию пленного французского адмирала де Грасса после битвы при Островах Всех святых.
В 1790 году переведен на рейдовую службу в Норе. В этом качестве стал штабом матросского мятежа в 1797. На нем же проходил суд по окончании мятежа, и казнь главаря, Ричарда Паркера. В том же году превращен в плавучую батарею.
В 1810 году отправлен на слом и разобран.